# Peter Porubský
Peter Porubský (* 14. října 1945) byl slovenský a československý politik, po sametové revoluci poslanec Sněmovny lidu Federálního shromáždění za HZDS.

## Biografie
Ve volbách roku 1992 byl za HZDS zvolen do Sněmovny lidu. Ve Federálním shromáždění setrval do zániku Československa v prosinci 1992.
V roce 1995 je jistý Peter Porubský zmiňován jako předseda slovenského Úřadu průmyslového vlastnictví. V roce 1997 se uvádí jako ředitel Kanceláře předsedy NKÚ SR.